# Cylisticoides angulatus
Cylisticoides angulatus is een pissebed uit de onderorde Oniscidea. De wetenschappelijke naam van de soort is voor het eerst geldig gepubliceerd in 2003 door Schmalfuss.
De soort is aangetroffen in Azerbeidzjan in het district Astara in een bos ten westen van de stad Astara.